# Lidköping
Lidköping è una città della Svezia, capoluogo del comune omonimo, nella contea di Västra Götaland. Ha una popolazione di 25 644 abitanti (2010).
È situata sulla sponda sul del lago Vänern e a volte viene chiamata "Lidköping di Vänern" per distinguerla da Linköping, vicina alla costa est della Svezia. Sono stati fatti dei tentativi per cambiare il suo nome ufficiale in "Lidköping vid Vänern", ma questi tentativi non hanno avuto successo.

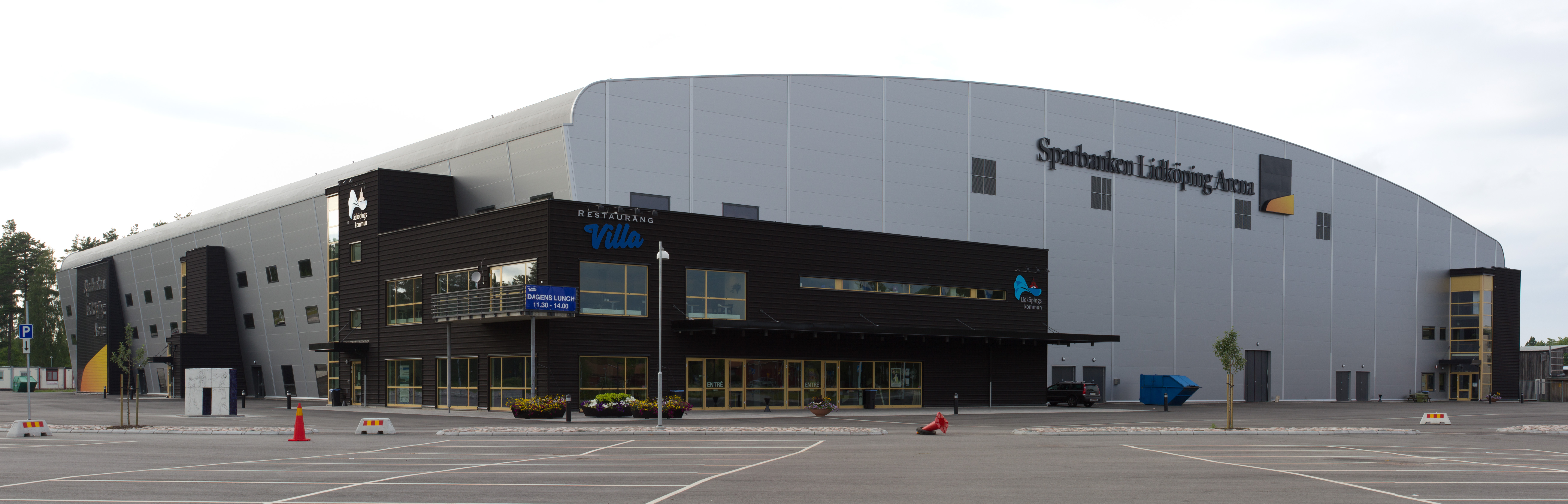
Stadio di bandy (Sparbanken Lidköping Arena)

## Amministrazione
La città è gemellata con:
- Utena